# Odorrana aureola
Espèce
Statut de conservation UICN

 DD  : Données insuffisantes
Odorrana aureola est une espèce d'amphibiens de la famille des Ranidae.

## Description

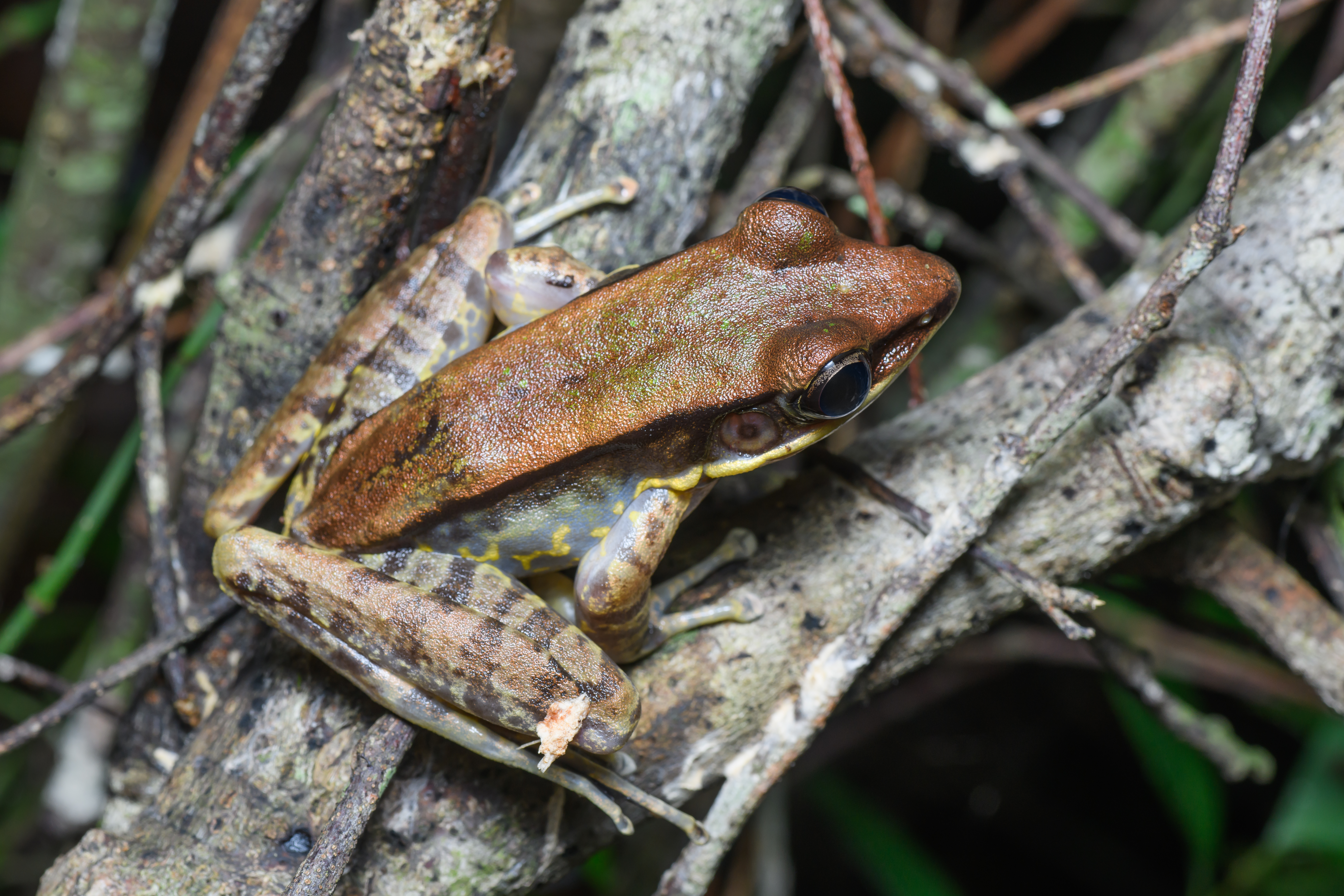
Odorrana aureola, forme brune, parc national de Phu Kradung, Thaïlande

## Répartition
Cette espèce est endémique de la province de Loei en Thaïlande. Elle se rencontre entre 1 100 et 1 500 m,.

## Publication originale
- Stuart, Chuaynkern, Chan-ard & Inger, 2006 : Three new species of frogs and a new tadpole from eastern Thailand. Fieldiana, Zoology, New Series, vol. 111, p. 1-19 (texte intégral).